# Міжселенна територія Тугуро-Чуміканського району
Міжселенна територія Тугу́ро-Чуміка́нського району (рос. Межселенная территория Тугуро-Чумиканского района) — муніципальне утворення у складі Тугуро-Чуміканського району Хабаровського краю, Росія.
Згідно із федеральними законами територія напряму підпорядковується районній владі.
Населення міжселенної території становить 7 осіб (2019; 14 у 2010, 18 у 2002).
Станом на 2002 рік населений пункт Джана перебував у складі Алгазеїнської сільської адміністрації, населений пункт Болодек — у складі Удської сільської адміністрації, населені пункти Бурукан, Маймагун перебували у складі Тугурської сільської адміністрації, населені пункти Великий Шантар, Тил перебували у прямому підпорядкуванні району.
25 травня 2011 року були ліквідовані населені пункти Болодек, Маймагун та Тил.

## Склад
До складу міжселенної території входять:
| Населений пункт                 | Населення, осіб (2002) | Населення, осіб (2010) |
| ------------------------------- | ---------------------- | ---------------------- |
| Болодек, населений пункт        | 0                      | 0                      |
| Бурукан, населений пункт        | 5                      | 5                      |
| Великий Шантар, населений пункт | 7                      | 4                      |
| Джана, населений пункт          | 4                      | 5                      |
| Маймагун, населений пункт       | 1                      | 0                      |
| Тил, населений пункт            | 1                      | 0                      |